# Dendrobium panduratum
Dendrobium panduratum är en orkidéart som beskrevs av John Lindley. Dendrobium panduratum ingår i släktet Dendrobium, och familjen orkidéer.

## Underarter
Arten delas in i följande underarter:
- D. p. panduratum
- D. p. villosum